# Westdeutscher Fußballverband

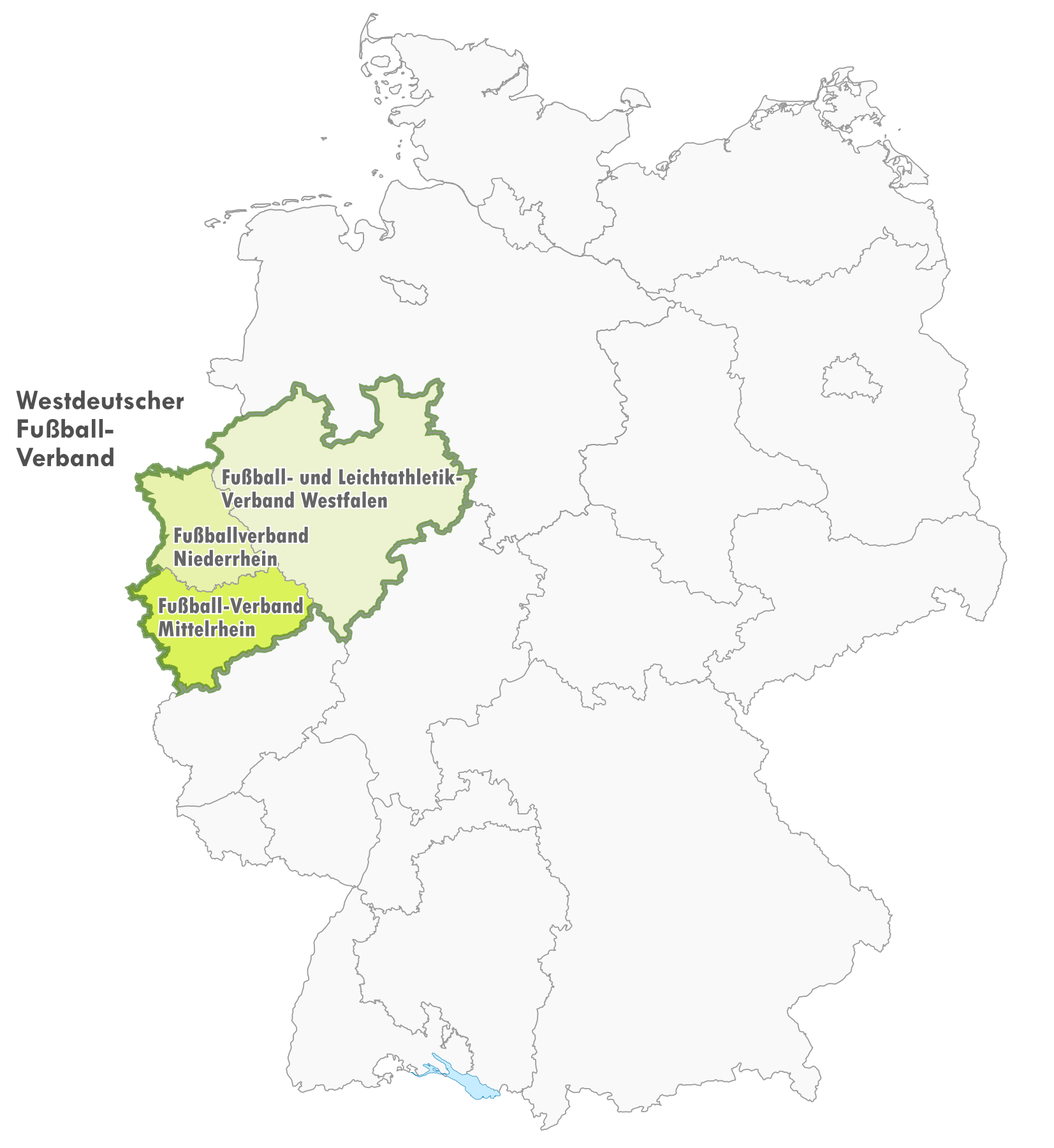
Karte des WDFV mit Landesverbänden

Der Westdeutsche Fußballverband (WDFV) mit Sitz in Duisburg ist einer von fünf untergeordneten Regionalverbänden des Deutschen Fußball-Bundes. Das Gebiet des WDFV deckt das Bundesland Nordrhein-Westfalen ab. Zum Westdeutschen Verband gehören die Fußball-Landesverbände Niederrhein und Mittelrhein sowie der Fußball- und Leichtathletik-Verband Westfalen.
Die Geschichte des Verbandes geht auf den 1898 (als „Rheinischer Spiel-Verband“) gegründeten Westdeutschen Spiel-Verband zurück, der sich im Zuge der „Gleichschaltung“ des Sports unter den Nationalsozialisten 1934 auflöste. 1947 wurde er, zunächst unter dem Namen „Fußballverband Nordrhein-Westfalen“ (WFV), wieder ins Leben gerufen. Der Westdeutsche Fußballverband fusionierte 2002 mit dem Leichtathletik-Verband Nordrhein zum Westdeutschen Fußball- und Leichtathletikverband e. V. (WFLV). Nachdem der Leichtathletik-Verband Nordrhein im Jahre 2016 wieder austrat, erfolgte am 27. August desselben Jahres die Umbenennung in Westdeutscher Fußballverband (WDFV). Präsident ist Peter Frymuth. Im Verbandsgebiet gibt es 4.260 Fußballvereine und etwas 1.857.652 Mitglieder.

## Vorsitzende
- 1947[2]−1950: Peco Bauwens
- 1950–1969: Konrad Schmedeshagen
- 1969–1981: Fritz Klein
- 1981–2003: Paul Rasche
- 2003–2019: Hermann Korfmacher
- seit 2019: Peter Frymuth

## WDFV-Fußball-Ligen
Der WDFV organisiert unter anderem die Fußball-Regionalliga der Männer und Fußball-Regionalliga der Frauen sowie die C-Junioren-Regionalliga. Von 1949 bis 1956 wurde außerdem die Landesliga (WFV) ausgetragen, die dann durch die Verbandsligen ersetzt wurden.
Der WDFV richtet Junioren-Nachwuchs-Cups in den Altersklassen U 14, U 13 und U 12 aus. Die WDFV Junioren-Nachwuchs-Cups stellen Sonderspielrunden dar, bei denen ausschließlich Vereine teilnahmeberechtigt sind, die ein Nachwuchsleistungszentrum gemäß § 7a und 7b der DFB-Jugendordnung unterhalten. Frei von Auf- oder Abstieg steht im Spielbetrieb der WDFV Junioren-Nachwuchs-Cups die Förderung der Spieler im Vordergrund. Der Ergebnisdruck ist hier ohne Bedeutung. Ziel ist es, allen Spielern möglichst viele Spielanteile auf höchstem Niveau zu ermöglichen.

## Vereine des WDFV in höheren Ligen | Saison 2025/26
| Nationale Ligaebene | Bezeichnung              | Anzahl         | Fußballverband Niederrhein                                                                                      | Fußballverband Mittelrhein                                               | Fußball- und Leichtathletik-Verband Westfalen |
| Männer-Fußball      | Männer-Fußball           | Männer-Fußball | Männer-Fußball                                                                                                  | Männer-Fußball                                                           | Männer-Fußball |
| ------------------- | ------------------------ | -------------- | --- | ------------------------------------------------------------------------ | --- |
| 1                   | 1. Bundesliga            | 4              | Borussia Mönchengladbach                                                                                        | Bayer 04 Leverkusen 1. FC Köln                                           | Borussia Dortmund |
| 2                   | 2. Bundesliga            | 5              | Fortuna Düsseldorf                                                                                              |                                                                          | VfL Bochum SC Paderborn 07 FC Schalke 04 Preußen Münster Arminia Bielefeld                                                                                   |
| 3                   | 3. Liga                  | 5              | Rot-Weiss Essen MSV Duisburg                                                                                    | Alemannia Aachen Viktoria Köln                                           | SC Verl |
| 4                   | Regionalliga West        | 18             | Wuppertaler SV Rot-Weiß Oberhausen Borussia Mönchengladbach II Fortuna Düsseldorf II 1. FC Bocholt SSVg Velbert | 1. FC Köln II SC Fortuna Köln Bonner SC                                  | Borussia Dortmund II FC Gütersloh SC Paderborn 07 II SV Rödinghausen FC Schalke 04 II SC Wiedenbrück Sportfreunde Lotte Sportfreunde Siegen VfL Bochum II U2 |
| Frauen-Fußball      |                          |                | |                                                                          | |
| 1                   | 1. Frauen-Bundesliga     | 3              | SGS Essen | 1. FC Köln Bayer 04 Leverkusen                                           | |
| 2                   | 2. Frauen-Bundesliga     | 2              | Borussia Mönchengladbach                                                                                        |                                                                          | VfL Bochum |
| 3                   | Frauen-Regionalliga West | 14             | SGS Essen II VfR Warbeyen Borussia Mönchengladbach II GSV Moers SV Deutz 05                                     | 1. FC Köln II SC Fortuna Köln Vorwärts Spoho Köln Bayer 04 Leverkusen II | FSV Gütersloh 2009 Arminia Bielefeld 1. FFC Recklinghausen SSV Rhade Borussia Dortmund                                                                       |
| Männer-Futsal       |                          |                | |                                                                          | |
| 1                   | Futsal-Bundesliga        | 3              | | Futsal Panthers Köln                                                     | MCH Futsal Club Bielefeld Preußen Münster |
| 2                   | Futsal-Liga West         | 5              | FC Niederrhein Soccer                                                                                           | Alemannia Aachen FC Gütersloh-Futsal                                     | Holzpfosten Schwerte UFC Münster |

## WDFV-Futsal-Ligen
Im Futsal organisiert der Verband seit 2011 die Futsal-Liga West. Die Liga besteht aus zehn Mannschaften, von denen sich der erste zur Relegation für die Futsal-Bundesliga qualifiziert. Rekordmeister ist der UFC Münster mit acht Titeln. Bei den Frauen wurde im Jahre 2015 ebenfalls eine Futsal-Liga West eingeführt. Erster Meister wurde der UFC Münster. Eine deutsche Meisterschaft wird nicht ausgespielt.

### WDFV-Futsal-Pokal
Seit 2014 wird zusätzlich der WDFV-Futsal-Pokal der Männer ausgetragen und ab 2016 wurde auch der WDFV-Futsal-Pokal der Frauen ausgespielt.
WLFV-Futsal Pokal (Herren)
| Jahr | Sieger                     | Ergebnis  | Finalist                       |
| ---- | -------------------------- | --------- | ------------------------------ |
| 2014 | SC Bayer 05 Uerdingen      | 6:1       | Futsal Sportfreunde Uni Siegen |
| 2015 | Lions Düsseldorf           | 5:3       | UFC Münster                    |
| 2016 | Black Panthers Bielefeld   | 6:1       | Bonner Futsal Lions            |
| 2017 | MCH Futsal Club Sennestadt | 7:6       | Futsal Freakz Gütersloh        |
| 2018 | FSP Turbo Minden           | 4:3       | Cherusker Detmold              |
| 2019 | FSP Turbo Minden           | 5:4 n. V. | Fortuna Düsseldorf             |

WLFV-Futsal Pokal (Frauen)
| Jahr | Sieger                  | Ergebnis | Finalist             |
| ---- | ----------------------- | -------- | -------------------- |
| 2016 | UFC Paderborn           | 6:4      | Holzpfosten Schwerte |
| 2017 | UFC Münster             | 5:1      | Futsalicious Essen   |
| 2018 | Futsal Freakz Gütersloh | 2:1      | Futsalicious Essen   |
| 2019 | UFC Paderborn           | 5:3      | Deportivo Unna       |